# Necker (fiume)
Il Necker è un fiume lungo 32 km, situato nelle Prealpi svizzere e affluente destro del Thur. Scorre nei cantoni di Appenzello Esterno e San Gallo.

## Origine del nome
Il nome Necker è di origine celtica e significa "fiume violento, cattivo, veloce". Deriva dalla parola paleoeuropea nik, che significa "sfrecciare via", "schizzare via". La denominazione del fiume iniziò in epoca precristiana con il nome "Nikros", che divenne "Necker" tramite le parole "Nicarus" e "Neccarus". Il fiume Neckar, affluente del Reno nella Germania meridionale, ha uno sviluppo del nome quasi identico.

## Geografia

### Corso
Il Necker sorge a un'altitudine di circa 1 300 m s.l.m., vicino all'Ofenloch. Il fiume scorre prima attraverso una profonda gola con foreste, e infine sfocia a un'altitudine di circa 548 m s.l.m. nel lato destro della Thur, a sud-est di Lütisburg. I 32 km di percorso del fiume terminano a circa 752 metri sotto la sua sorgente, con una pendenza media del fondo di pressappoco 24‰.

### Bacino idrografico
Il grande bacino idrografico di 125,1 km² del Necker si trova nelle Prealpi di Appenzello e di San Gallo e attraverso queste viene drenato verso il Thur e il Reno fino al Mare del Nord. È composto per il 39,6% da superfici boscate, per il 53,8% da terreni agricoli, per il 4,7% da aree di insediamento e per il 1,8% da aree improduttive.
Distribuzione delle superfici
L'altezza media del bacino idrografico è di 904,3 m s.l.m., l'altezza minima è di 552 m s.l.m. e l'altezza massima di 1 519 m s.l.m.

### Affluenti
Gli affluenti più importanti sono:
- Affluenti destri
  - Aachbach (8,9 km)
  - Tüfenbach (7,7 km)
  - Zwislerbach (7,3 km)
  - Schwindelbach (5,4 km)
  - Jomerbach (5,3 km)
- Affluenti sinistri
  - Schwendibach (6,2 km)

### Idrologia
Presso la stazione di rilevamento di Mogelsberg-Aachsäge, la sua portata media al 2021 era di 4,57 m³/s e il suo regime di deflusso è di tipo nivo-pluviale prealpino.

## Ponti

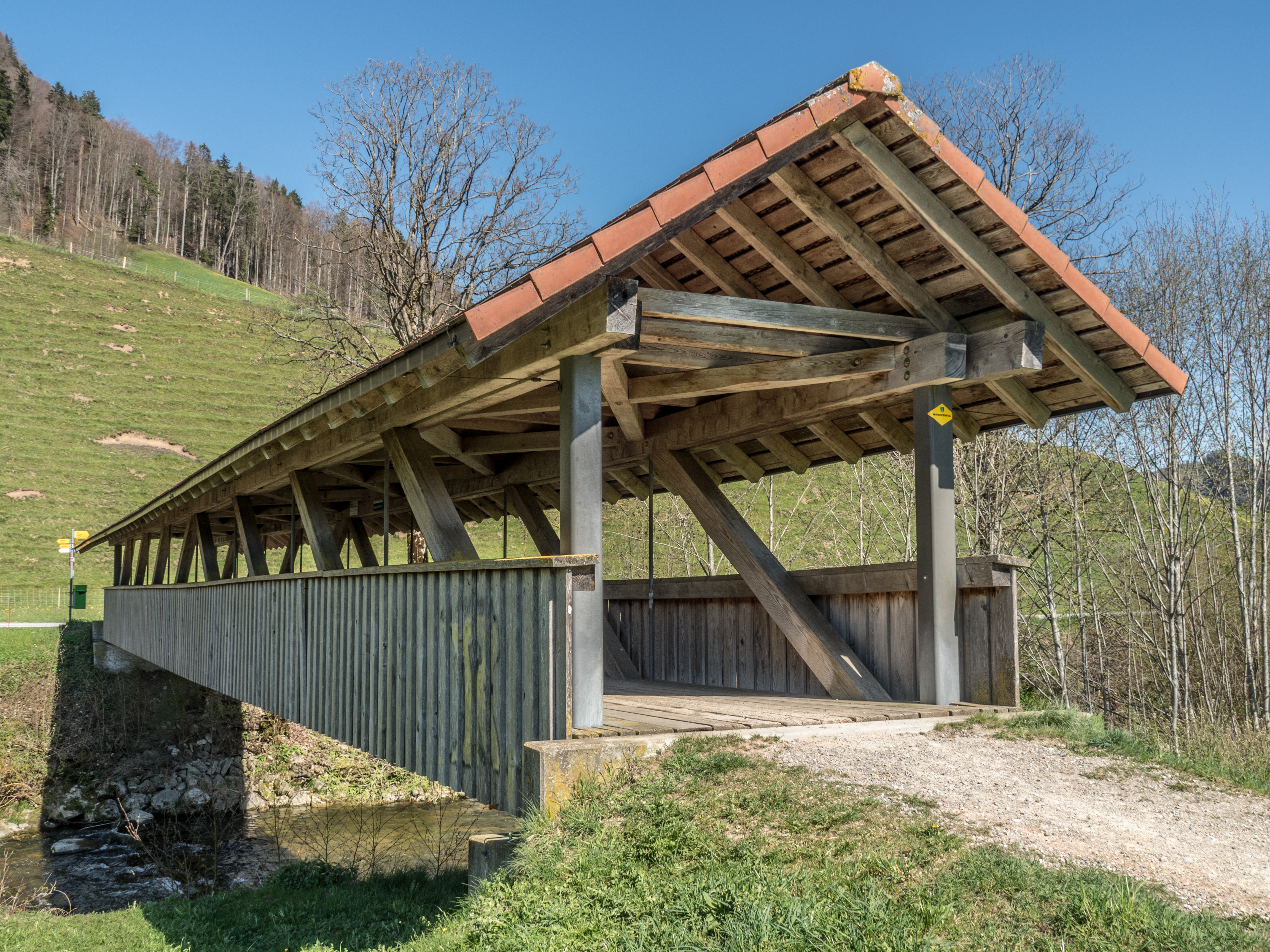
Steirisi Ponte di legno coperto sul Necker tra Mogelsberg e Brunnadern

Il Necker è attraversato da circa 30 ponti. In particolare, sono presenti alcuni ponti storici con copertura in legno a Brunnadern (risalente a metà del XIX secolo), a Mogelsberg (ex ponte Mühlau del 1849 sul Thur, ricostruito presso la segheria di Aach nel 1953), Anzenwil (costruito nel 1863) e Ganterschwil (ponte Letzi, costruito nel 1853).

## Omonimi
Dal 1 gennaio 2009 il Necker e la sua valle danno il nome alla fusione dei comuni di Brunnadern, St. Peterzell e Mogelsberg, chiamata Neckertal.